# Evergreen International Airlines

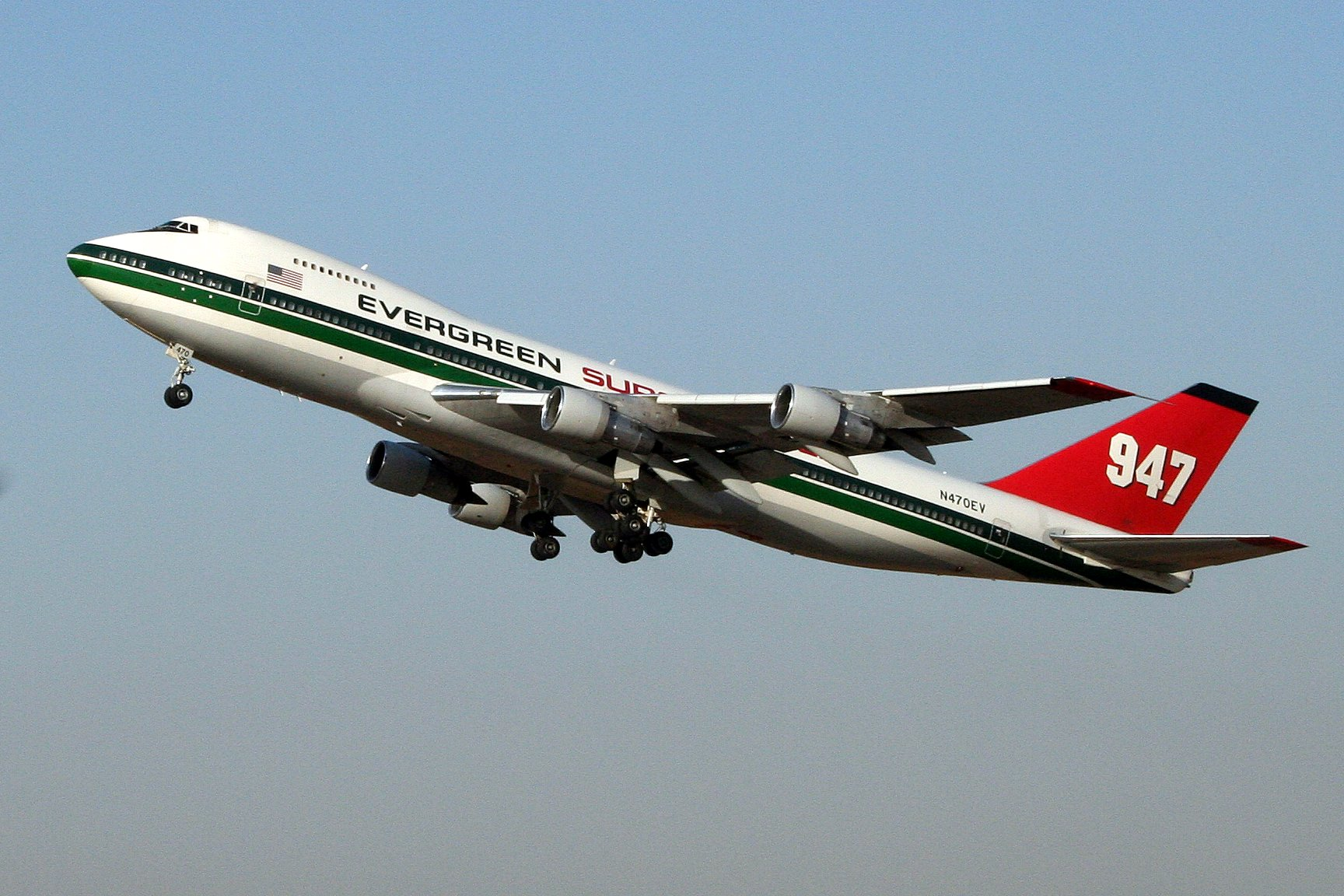
Boeing 747-200C Evergreen покидает аэропорт имени Бен-Гуриона, Израиль. (2007 год)

Evergreen International Airlines — американская грузовая авиакомпания, базирующаяся в городе Макминвилл, штат Орегон. Она выполняет контрактные грузовые перевозки, предлагая чартерные и регулярные рейсы, а также услуги лизинга. Выполняются заказы министерства обороны США и Почтовой службы США. Основные базы: Rickenbacker International Airport (Колумбус), John F. Kennedy International Airport (Нью-Йорк) и Columbus Metropolitan Airport (штат Джорджия), с хабом Hong Kong International Airport .
Evergreen выполняет складирование и обслуживание авиационной техники в Pinal Air Park в Маране (штат Аризона) — его компания взяла у авиакомпании Air America, принадлежащей ЦРУ США.

## История
Авиакомпания была основана Делфордом Смитом и начала свою работу в 1960 году как Evergreen Helicopters. Она получила лицензию авиакомпании в Johnson Flying Service и позднее стала называться Evergreen International Airlines. Холдинговая компания Evergreen International Aviation, образованная в 1979 году, полностью владеет авиакомпанией.
Она также владеет некоммерческой организацией «Авиакосмический музей Evergreen», в которой находится самолёт Spruce Goose. Один из самолётов Boeing 747 авиакомпании Evergreen (бортовой номер N473EV, пострадавший в 1993 году от отламывания двигателя в полёте, позднее отремонтированного и окончательно списанного в 2001 году), был снят в 1990 году в фильме Крепкий орешек 2. Кроме того, Boeing 727 этой же авиакомпании был снят в фильме Донни Браско.

## Флот

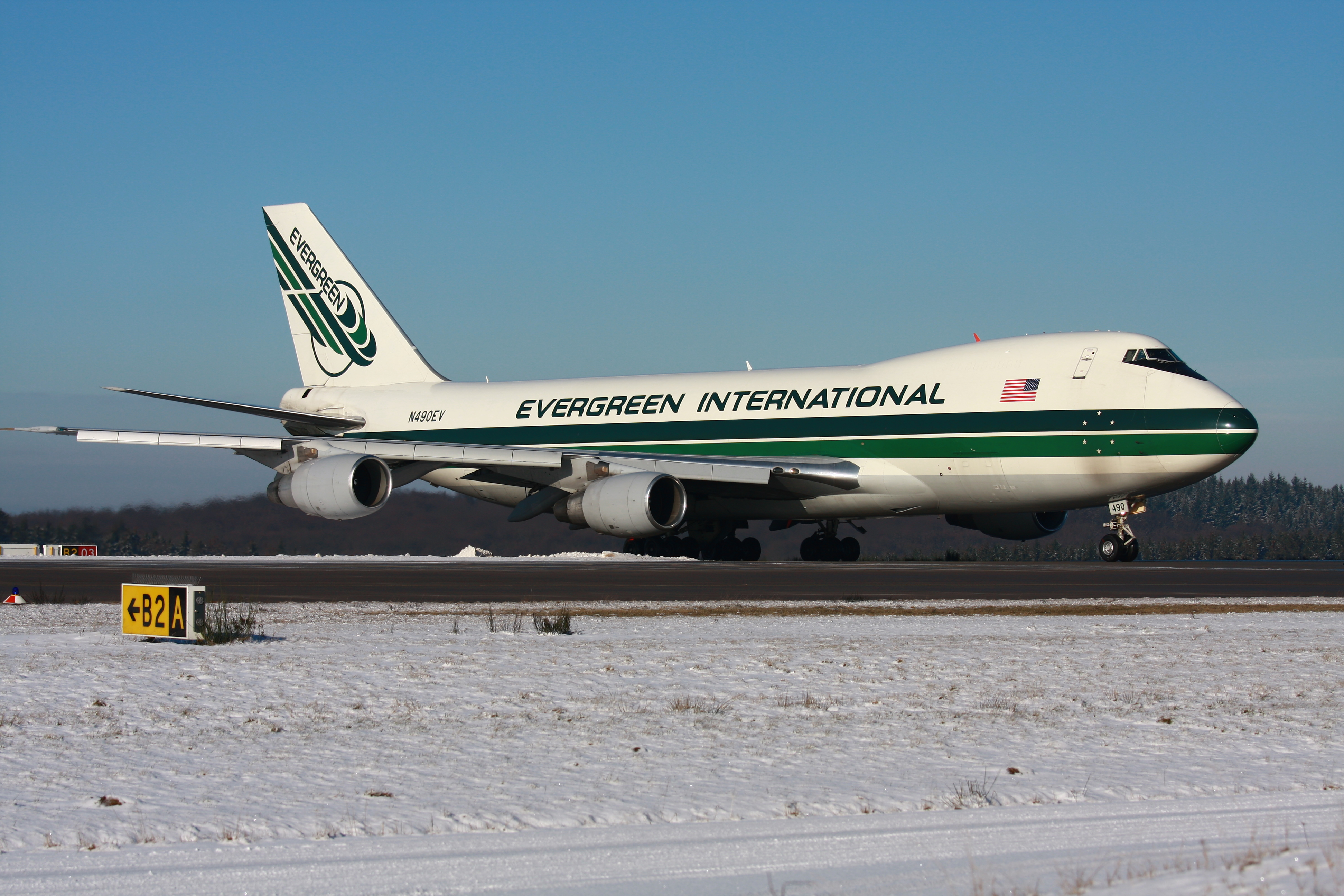
Boeing 747-200F выруливает в аэропорту Франкфурт-Хан, Германия. (2010 год)

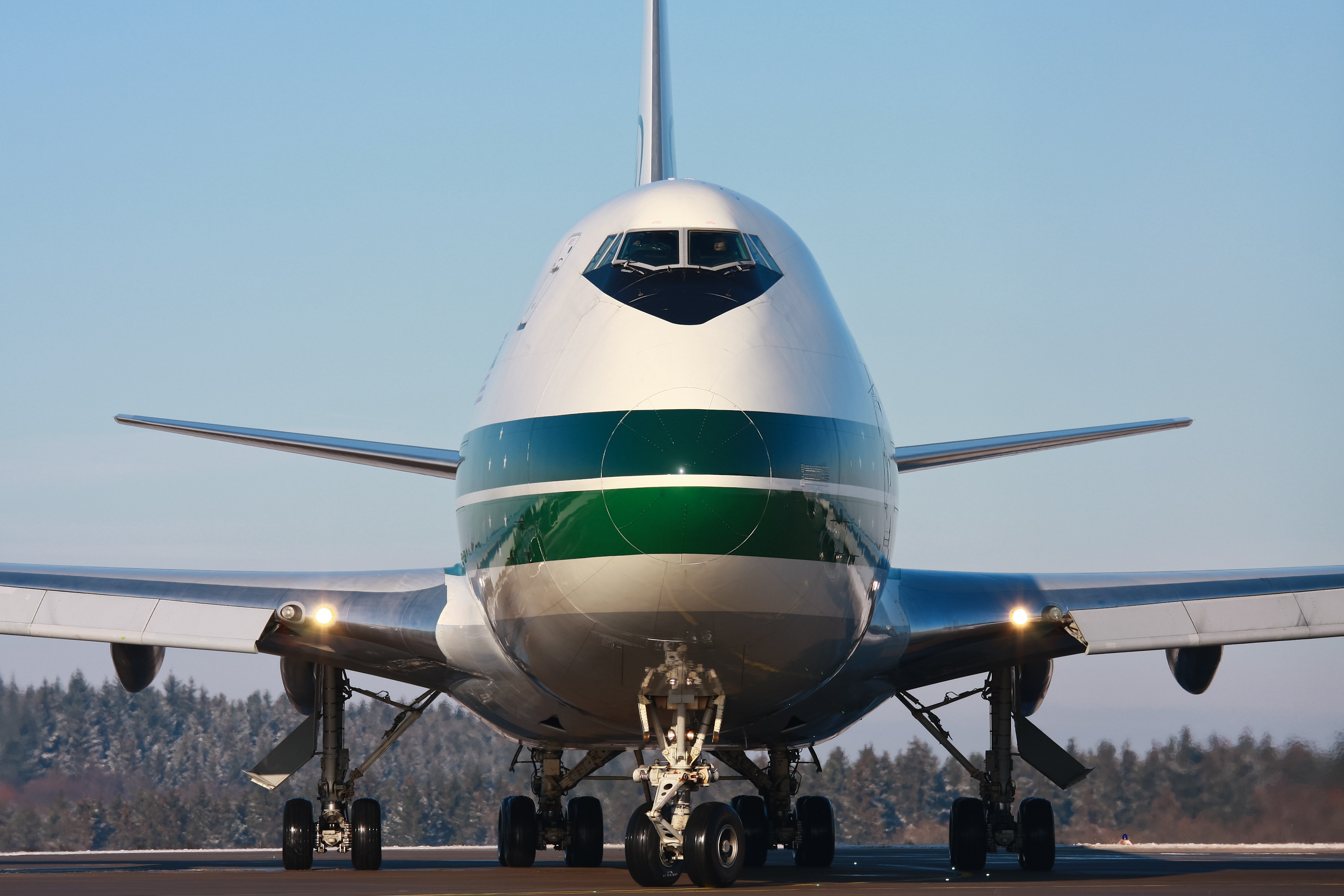
Boeing 747-200F выруливает в аэропорту Франкфурт-Хан, Германия. (2010 год)

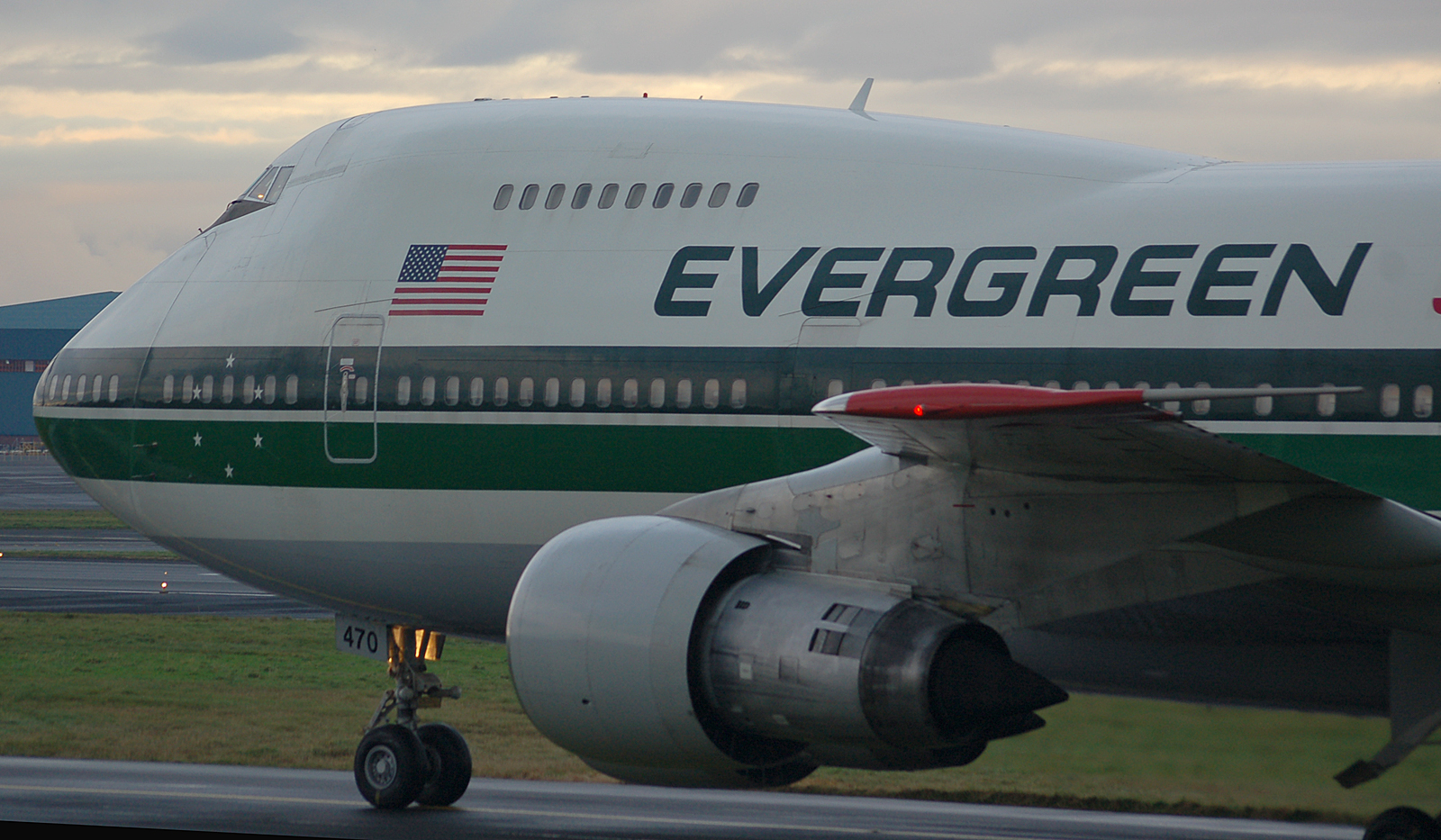
Boeing 747-200C авиакомпании Evergreen International Airlines. (2007)

Флот Evergreen International Airlines состоит из следующих судов (на 18 марта 2010 года):
Evergreen ранее использовала три увеличенных грузовых самолёта Boeing 747 LCF для корпорации Boeing. Этот самолёт (носящий название «Dreamlifter») используется для логистичеких целей при строительстве самолётов Boeing 787 Dreamliner. 
Авиакомпания имеет модифицированный Boeing 747—200 для авиационного пожаротушения, получивший финальную сертификацию от Федерального управления гражданской авиации США в октябре 2006 года. По сравнению с другими существующими протвопожарными самолётами в США, предназначенными для слива воды над пожарами, 'Supertanker' Evergreen может вместить как минимум в семь раз больше жидкости.
В августе 2007 года Evergreen объявила о заказе трёх Boeing 747-400BCF для обновления коммерческих перевозок, с доставкой летом 2009года. К марту 2010 года, однако, поставки так и не были выполнены.

### Бывший флот
На август 2006 года Evergreen International Airlines использовала следующие суда в своём флоте: